# Ушев, Теодор
Теодор Ушев (4 февраля 1968 года, Кюстендил, Болгария) — болгарский аниматор, графический дизайнер.

## Биография
В 2010 году снял документальный мультфильм «Дневники Липсетта», ставший сенсацией.
Живёт и работает в Канаде.

## Общественная позиция
В апреле 2023 года, на фоне вторжения России на Украину, отказался от награды 45-го Московского Международного кинофестиваля за фильм «Фи 1,618», отметив «я не могу принять награду в городе, откуда отдаются приказы убивать детей, женщин и стариков».

## Основные работы
- Царица (2005).
- Башня Браухер (2006).
- Человек, который ждал (2010).
- Дневники Липсетта (2010)
- Фи1.618 (2021).